# Lista över tränare som vunnit titlar i Uefa Super Cup
Uefa Super Cup är en match som varje år spelas mellan föregåendes säsongs vinnare av Uefa Champions League (tidigare Europacupen) och Uefa Europa League (tidigare Uefacupen). Den första matchen som spelades var 1972 mellan Ajax och Rangers; den räknas dock som inofficiell av Uefa. Rangers var egentligen avstängda från spel i europeiska tävlingar på grund av supportrarnas beteende, men då klubben hade vunnit Cupvinnarcupen föregående säsong så fick klubben lov att delta i matchen. Ajax, vars tränare vid tillfället var rumänen Ștefan Kovács, lyfte den första trofén i Uefa Super Cup efter att man vunnit med totalt 6–3 över två matcher.
Mellan åren 1973 och 1999 spelades matchen mellan vinnarna av Uefa Champions League/Europacupen och Cupvinnarcupen. Den sistnämnda tävlingen upphörde att existera efter säsongen 1999 och i säsongerna därefter har i stället vinnarna av Uefacupen fått spela matchen. Galatasaray var 2000 den första vinnaren av Uefacupen som fick delta. Sedan 1998 har matchen spelats som en singelmatch på en neutral arena (tidigare Stade Louis II i Monaco, men sedermera varierande från år till år). Den första matchen som spelades i Monaco vanns av Chelsea, tränade av italienaren Gianluca Vialli.
Italienska tränare har varit de mest framgångsrika sedan starten av tävlingen; tränare från landet har totalt sett erövrat tretton titlar. Carlo Ancelotti är den tränare som vunnit flest titlar, fem stycken i två olika klubbar.

## Kronologiskt

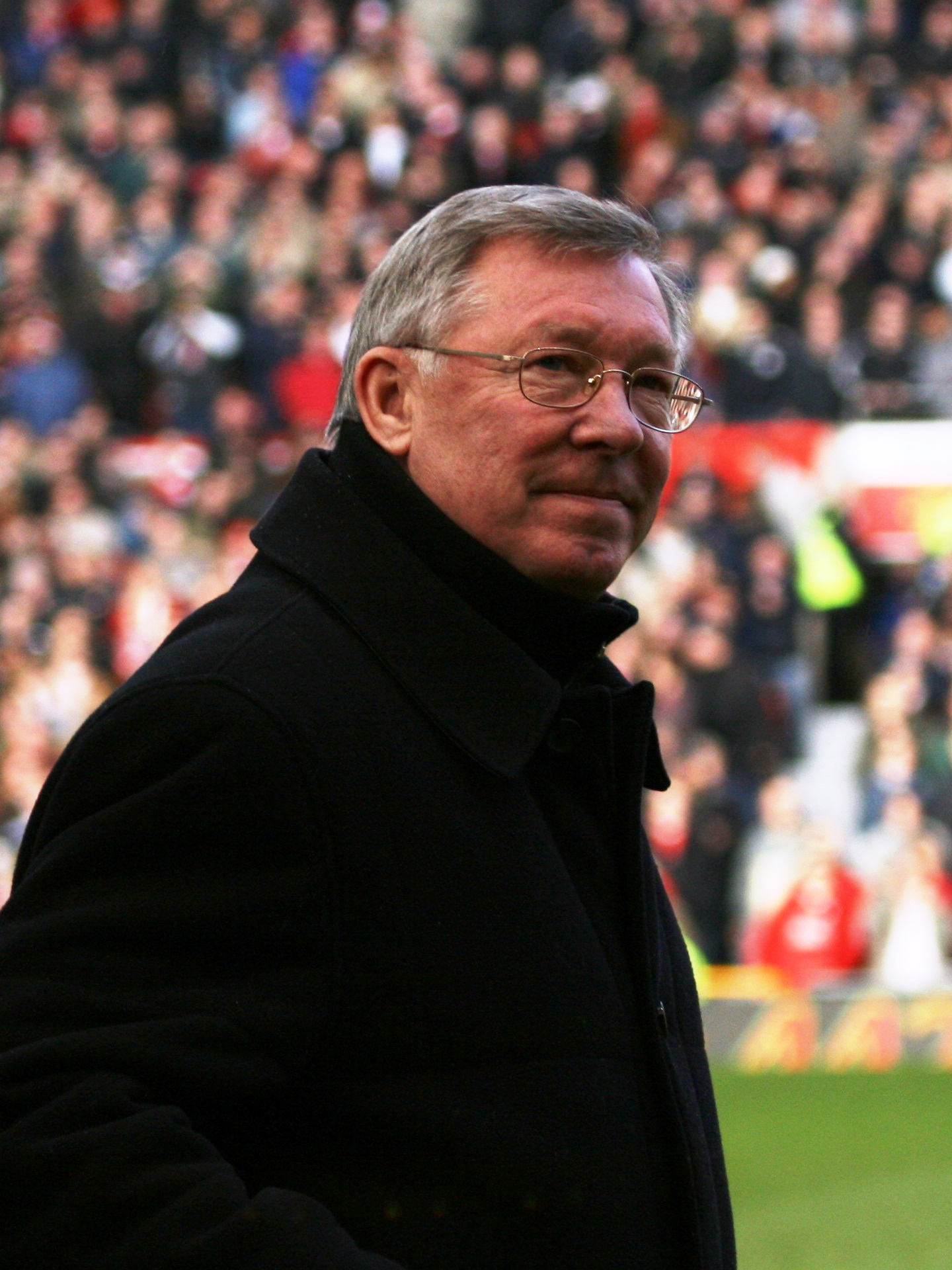
Alex Ferguson vann Uefa Super Cup med Aberdeen 1983 och med Manchester United 1991.

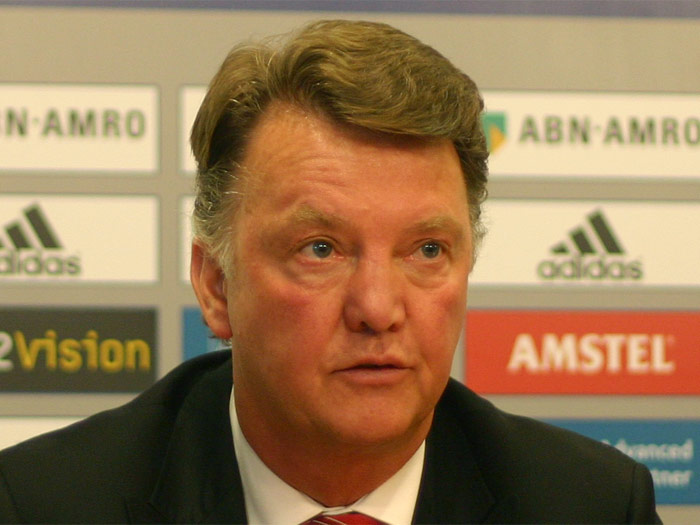
Louis van Gaal vann pokalen med Ajax 1995 och Barcelona 1997.

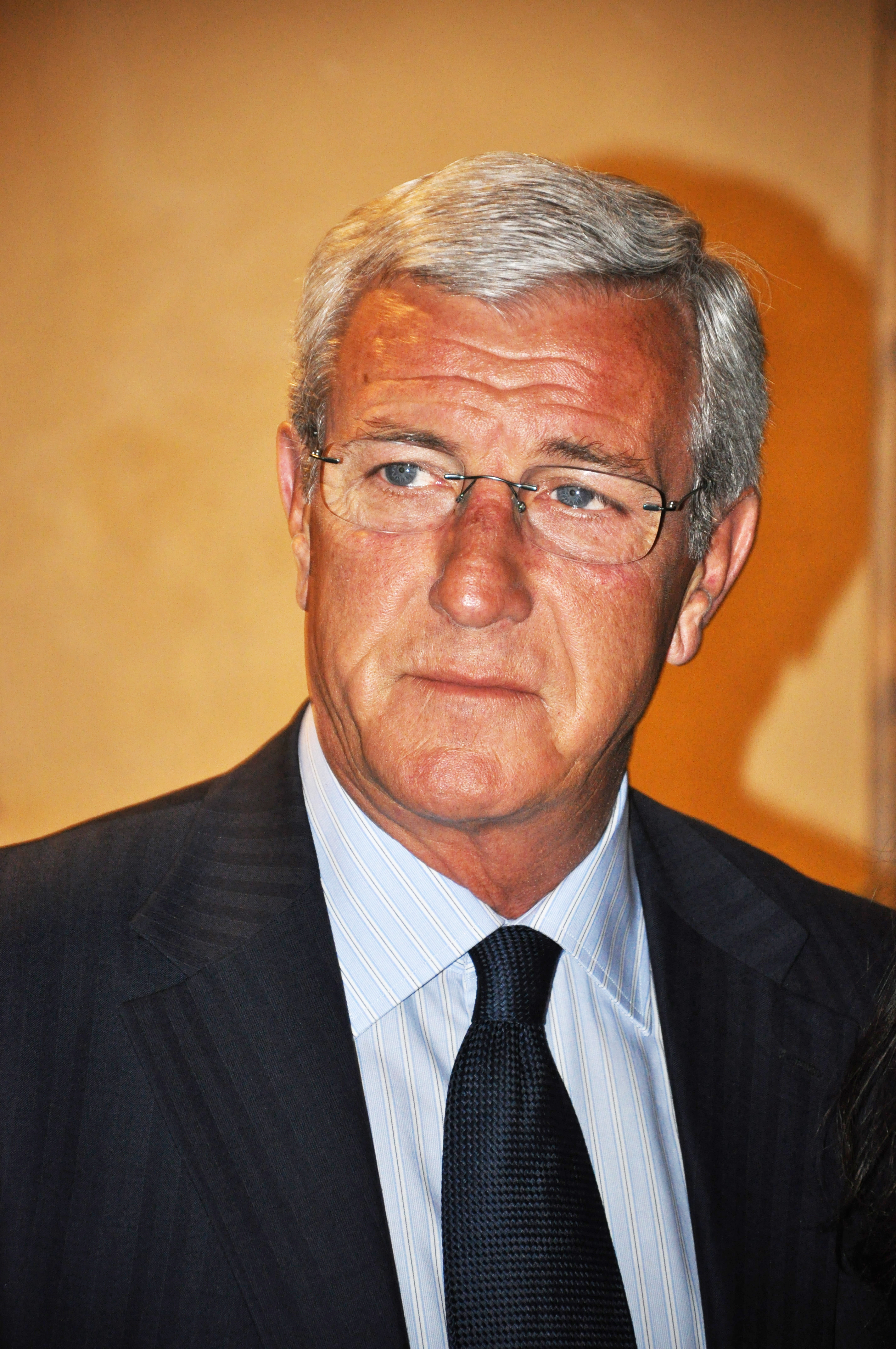
Marcello Lippi vann cupen med Juventus 1996.

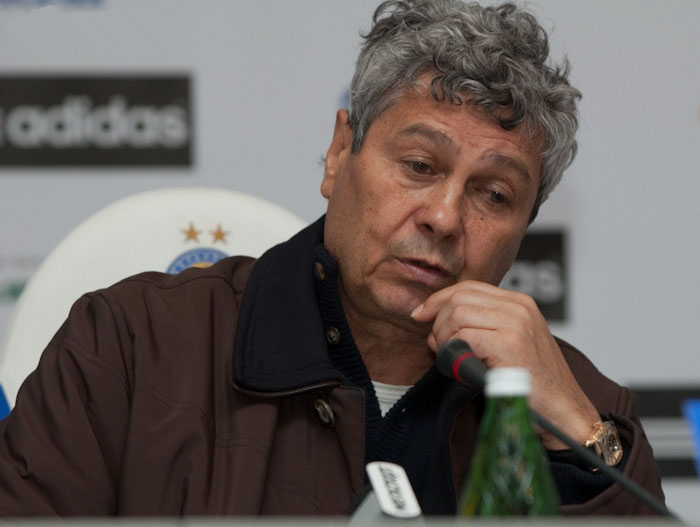
Mircea Lucescu vann cupen med Galatasaray 2000.

| År   |       | Tränare                   |       | Klubb                  | Ref.          |
| ---- | ----- | ------------------------- | ----- | ---------------------- | ------------- |
| 1972 | ROM   | Ştefan Kovács             | NED   | Ajax                   | [ 4 ] [ 5 ]   |
| 1973 | NED   | George Knobel             | NED   | Ajax                   | [ 6 ] [ 7 ]   |
| 1974 | —     | —                         | —     | —                      | [ 8 ]         |
| 1975 | USSR  | Valerij Lobanovskyj       | USSR  | Dynamo Kiev            | [ 8 ] [ 9 ]   |
| 1976 | BEL   | Raymond Goethals          | BEL   | Anderlecht             | [ 10 ] [ 11 ] |
| 1977 | ENG   | Bob Paisley               | ENG   | Liverpool              | [ 12 ] [ 13 ] |
| 1978 | BEL   | Raymond Goethals          | BEL   | Anderlecht             | [ 11 ]        |
| 1979 | ENG   | Brian Clough              | ENG   | Nottingham Forest      | [ 14 ] [ 15 ] |
| 1980 | ESP   | Bernardino Pérez Elizarán | ESP   | Valencia               | [ 16 ]        |
| 1981 | —     | —                         | —     | —                      | [ 17 ]        |
| 1982 | ENG   | Tony Barton               | ENG   | Aston Villa            | [ 18 ] [ 19 ] |
| 1983 | SCO   | Alex Ferguson             | SCO   | Aberdeen               | [ 20 ] [ 21 ] |
| 1984 | ITA   | Giovanni Trapattoni       | ITA   | Juventus               | [ 22 ] [ 23 ] |
| 1985 | —     | —                         | —     | —                      | [ 24 ]        |
| 1986 | ROM   | Anghel Iordănescu         | ROM   | Steaua Bucureşti       | [ 25 ] [ 26 ] |
| 1987 | YUG   | Tomislav Ivić             | POR   | Porto                  | [ 27 ]        |
| 1988 | NED   | Aad de Mos                | BEL   | Mechelen               | [ 28 ]        |
| 1989 | ITA   | Arrigo Sacchi             | ITA   | Milan                  | [ 29 ] [ 30 ] |
| 1990 | ITA   | Arrigo Sacchi             | ITA   | Milan                  | [ 30 ] [ 31 ] |
| 1991 | SCO   | Alex Ferguson             | ENG   | Manchester United      | [ 21 ] [ 32 ] |
| 1992 | NED   | Johan Cruijff             | ESP   | Barcelona              | [ 33 ] [ 34 ] |
| 1993 | ITA   | Nevio Scala               | ITA   | Parma                  | [ 35 ]        |
| 1994 | ITA   | Fabio Capello             | ITA   | Milan                  | [ 36 ] [ 37 ] |
| 1995 | NED   | Louis van Gaal            | NED   | Ajax                   | [ 38 ] [ 39 ] |
| 1996 | ITA   | Marcello Lippi            | ITA   | Juventus               | [ 40 ] [ 41 ] |
| 1997 | NED   | Louis van Gaal            | ESP   | Barcelona              | [ 39 ] [ 42 ] |
| 1998 | ITA   | Gianluca Vialli           | ENG   | Chelsea                | [ 43 ] [ 44 ] |
| 1999 | SWE   | Sven-Göran Eriksson       | ITA   | Lazio                  | [ 45 ] [ 46 ] |
| 2000 | ROM   | Mircea Lucescu            | TUR   | Galatasaray            | [ 47 ]        |
| 2001 | FRA   | Gérard Houllier           | ENG   | Liverpool              | [ 48 ]        |
| 2002 | ESP   | Vicente del Bosque        | ESP   | Real Madrid            | [ 49 ] [ 50 ] |
| 2003 | ITA   | Carlo Ancelotti           | ITA   | Milan                  | [ 51 ]        |
| 2004 | ITA   | Claudio Ranieri           | ESP   | Valencia               | [ 52 ]        |
| 2005 | ESP   | Rafael Benítez            | ENG   | Liverpool              | [ 53 ] [ 54 ] |
| 2006 | ESP   | Juande Ramos              | ESP   | Sevilla                | [ 55 ] [ 56 ] |
| 2007 | ITA   | Carlo Ancelotti           | ITA   | Milan                  | [ 57 ]        |
| 2008 | NED   | Dick Advocaat             | RUS   | Zenit Sankt Petersburg | [ 58 ] [ 59 ] |
| 2009 | ESP   | Josep Guardiola           | ESP   | Barcelona              | [ 60 ] [ 61 ] |
| 2010 | ESP   | Quique Sánchez Flores     | ESP   | Atlético Madrid        | [ 62 ]        |
| 2011 | ESP   | Josep Guardiola           | ESP   | Barcelona              | [ 63 ]        |
| 2012 | ARG   | Diego Simeone             | ESP   | Atlético Madrid        | [ 64 ]        |
| 2013 | ESP   | Josep Guardiola           | GER   | Bayern München         | [ 65 ]        |
| 2014 | ITA   | Carlo Ancelotti           | ESP   | Real Madrid            | [ 66 ]        |
| 2015 | ESP   | Luis Enrique              | ESP   | Barcelona              | [ 67 ]        |
| 2016 | FRA   | Zinedine Zidane           | ESP   | Real Madrid            | [ 68 ]        |
| 2017 | FRA   | Zinedine Zidane           | ESP   | Real Madrid            | [ 69 ]        |
| 2018 | ARG   | Diego Simeone             | ESP   | Atlético Madrid        | [ 71 ]        |
| 2019 | GER   | Jürgen Klopp              | ENG   | Liverpool              | [ 72 ]        |
| 2020 | GER   | Hansi Flick               | GER   | Bayern München         | [ 73 ]        |
| 2021 | GER   | Thomas Tuchel             | ENG   | Chelsea                | [ 74 ]        |
| 2022 | ITA   | Carlo Ancelotti           | ESP   | Real Madrid            | [ 75 ]        |
| 2023 | ESP   | Pep Guardiola             | ENG   | Manchester City        | [ 76 ]        |
| 2024 | ITA   | Carlo Ancelotti           | ESP   | Real Madrid            | [ 77 ]        |

## Per land
Den här tabellen listar totala antalet vinster vunna av tränare från varje land.
| Nationalitet  | Vinster |
| ------------- | ------- |
| Italien       | 13      |
| Spanien       | 10      |
| Nederländerna | 6       |
| England       | 3       |
| Frankrike     | 3       |
| Rumänien      | 3       |
| Argentina     | 2       |
| Belgien       | 2       |
| Skottland     | 2       |
| Jugoslavien   | 1       |
| Sovjetunionen | 1       |
| Sverige       | 1       |